# Флашданс
„Флашданс“ (на английски: Flashdance) е американски музикално-романтичен филм от 1983 г. на английския кинорежисьор Ейдриън Лайн. Сценаристи са Том Хедли и Джоу Естерхас. Главната женска роля на Александра (Алекс) Оуенс се изпълнява от американската киноактриса Дженифър Бийлс. В главната мъжка роля на Ник Хърли участва американският киноартист Майкъл Нури. В ролята на Хана Лонг участва австрийско-американската киноактриса Лилия Скала. Дубльорка на Бийлс в танцувалните сцени е френската танцьорка и киноактриса Марин Жаан. През 1984 г. за ролята на Александра Оуенс Дженифър Бийлс е номинирана за Златен глобус. През същата 1984 г. филмът получава „Оскар“ за най-добра песен („Flashdance... What a Feeling“) на поп певицата Айрийн Кара. Втората знакова песен във филма е „Maniac“ на Майкъл Сембело.
 Внимание:  Текстът по-долу разкрива сюжета на произведението (или части от него)!
Алекс Оуенс е оксиженистка в Питсбърг, Пенсилвания. През деня работи по обектите, а през нощта е танцьорка в бар. Мечтаейки за кариера в балета Алекс получава финансова поддръжка от шефа си Ник Хърли и морална подкрепа от взискателната, но добросъвестна инструкторка Хана Лонг. Следва кастинг пред строгото жури и прочутата, наричана от филмовите почитатели „незабравима“ сцена с конкурсния танц и водната феерия...